# Sugasawa-Indol-Synthese
Die Sugasawa-Indol-Synthese ist eine Namensreaktion in der Organischen Chemie und wurde erstmals im Jahre 1979 von Tsutomu Sugasawa beschrieben. Sie ist eine Synthesemethode zur Herstellung von 2,3-unsubstituierten Indolen.

## Übersichtsreaktion
Bei dieser Synthese kommt es zunächst zu einer Reaktion zwischen Anilin 1 und Chloracetonitril 2 in Gegenwart von Bortrichlorid (BCl3) oder Aluminiumtrichlorid (AlCl3). Eine anschließende Reduktion mit Natriumborhydrid und eine Behandlung mit Natriumhydrid oder Natriummethanolat führt zum 2,3-unsubstituierten Indol 3.

## Mechanismus
Bei der Reaktion zwischen  Anilin 1 und Chloracetonitril 2 kommt es in Gegenwart von Bortrichlorid bzw. Aluminiumtrichlorid zu einer die ortho-Acylierung. Es folgt eine Reduktion durch Natriumborhydrid. Die weitere Umsetzung mit Natriumhydrid führt zur Cyclisierung und eine anschließende Wasserabspaltung führt zum Reaktionsprodukt Indol 3.